# Petr Borkovec (podnikatel)
Petr Borkovec (* 1. července 1977 Brno) je český podnikatel a investor. Majitel a spoluzakladatel finanční skupiny Partners, pod kterou patří poradenská firma Partners Financial Services, Partners Banka, vydavatelství NextPage Media a další společnosti. Časopis Forbes ho v roce 2022 a 2023 zařadil do žebříčku stovky nejbohatších Čechů s odhadovaným majetkem 4 mld. Kč. Podíly ve skupině vlastní prostřednictvím nadačního fondu Borkovec Family nadační fond, který ovládá.

## Studium
Vystudoval Provozně ekonomickou fakultu Mendelovy zemědělské a lesnické univerzity v Brně, manažersko-ekonomický obor. Na Mendelově univerzitě byl do roku 2008, následně zde pracoval jako učitel. Vyučoval předměty Kapitálové a finanční trhy, Mezinárodní finance a Burzy a cenné papíry. Při studiu pracoval v Jihomoravské energetice jako analytik kapitálových účastí.

## Osobní život
Narodil se v Brně a vyrůstal na sídlišti v Obřanech. Jeho otec pracoval jako automechanik, matka prodávala v obchodě. Původ jeho matky sahá k židovské rodině Landauových.
Je ženatý a má dvě děti. Mezi jeho zájmy patří rychlá auta, tenis a hraní počítačových her.

## Kariéra
V roce 2001 nastoupil jako finanční poradce do německé finančně poradenské společnosti OVB, kde se stal regionálním ředitelem. Společnost opustil a v roce 2007 založil se svými společníky Radimem Lukešem a ekonomem Pavlem Kohoutem společnost Partners. Nyní[kdy?] je ve funkci ředitele a předsedy představenstva a řeší strategický rozvoj firmy.
Borkovec je od roku 2022 zařazen v žebříčku časopisu Forbes mezi stovku nejbohatších Čechů. Internetový zpravodajský portál CzechCrunch ho v roce 2024 zařadil na druhou příčku v žebříčku TOP 50 nejvlivnějších CEOs na sociální síti LinkedIn v Česku.
Prostřednictvím investičního fondu Brno Investment Group investuje do českých startupů. Společně s podnikatelem Tomášem Čuprem vlastní investiční fond My Food Centrum (MFC), prostřednictvím kterého investují v oblasti produkce potravin.

## Podnikání
Borkovec se angažoval nebo angažuje podle webu Hlídačstátu.cz až v 70 soukromých firmách. Od roku 2010 je členem představenstva Partners Financial Services, od roku 2014 jeho předsedou. Od října 2019 je jednatelem ve společnosti Partners Chodov Properties, s.r.o. Od listopadu 2021 je členem představenstva ve společnosti Partners HoldCo, a.s., prostřednictvím které drží podíl ve vydavatelství NextPage Media.
Od prosince 2009 je jednatelem ve společnosti Brno Investment Group s.r.o. Prostřednictvím tohoto investičního fondu investoval v průběhu let do řetězce prémiových potravin (MyFoodMarket), do vývojářského studia (Napoleon Games), hardwaru (PanConnect), internetu věcí (Panliving), do eshopu s potravinami (Rohlík.cz) či projektů Sklizeno, Fruitisimo Group a Zdravá lednice.